# Путь Ильича (Николаевский район)
Путь Ильича — село в Николаевском районе Волгоградской области России, административный центр Ильичёвского сельского поселения.
Население — 1565 (2010)

## Физико-географическая характеристика
Село расположено в Заволжье, в пределах Прикаспийской низменности, на высоте около 35 метров выше уровня мирового океана, на берегу Нижнекисловского канала. Почвы каштановые. Почвообразующие породы — пески.
Географическое положение
По автомобильной дороге расстояние до областного центра города Волгограда составляет 190 км, до районного центра города Николаевск — 48 км.
Климат
Климат континентальный, засушливый (согласно классификации климатов Кёппена-Гейгера — Dfa). Среднегодовая температура воздуха положительная и составляет + 7,4 °C, средняя температура самого холодного месяца января — 9,1 °C, самого жаркого месяца июля + 23,6 °C. Расчётная многолетняя норма осадков — 366 мм. Наименьшее количество осадков выпадает в марте (20 мм), наибольшее в июне (43 мм)

## История
Колхоз «Путь Ильича» был организован в 1935 году.
В годы Великой Отечественной войны на фронт ушло 300 человек.
В 1967 году был образован Ильичёвский сельсовет.
В 1978 году село Ильичевка переименован в село Путь Ильича.
В соответствии с решением Волгоградского облисполкома от 17 мая 1978 года № 10/382 «О некоторых изменениях в административно-территориальном делении области» населенные пункты, имеющие служебное и временное значение — посёлки ОТФ Нигнатова, ОТФ Султанова, ОТФ Джумабаева, ОТФ Насакалиева, были приписаны к постоянному населённому пункту — к пос. Путь Ильича, Ильичевский с/с.
В село Путь Ильича переселились жители пос. Могутинский Ильичёвского сельсовета, исключенный из учётных данных в соответствии с решением Волгоградского облисполкома от 07 сентября 1985 года № 21/ 606..

## Население
| 1987  | 2002 |
| ----- | ---- |
| ≈1300 | 1170 |

| 2010 |
| ---- |
| 1565 |

## Инфраструктура
Было развито сельское хозяйство, действовал колхоз.